# (15142) 2000 EF108
A (15142) 2000 EF108 a Naprendszer kisbolygóövében található aszteroida. A LINEAR projekt keretében fedezték fel 2000. március 8-án.